# Gmina Lovran
Gmina Lovran (chorw. Općina Lovran) – gmina w Chorwacji, w żupanii primorsko-gorskiej. W 2011 roku liczyła  4101 mieszkańców.